# 아동 유괴
아동 유괴란 유괴 중 하나로 아동들의 순진한 마음을 고려하여 유괴하는 것.

## 아동들의 안전 수칙
- 기본적으로 낯선 사람 혹은 (보호자의 동의를 받지 않은 사람)은 따라가지 않는다. 
  - 이 경우, 어떠한 권유, 홍보, 행사, 음식, 선물 혹은 도움 요청 등도 주의하도록 한다.
  - 도와달라고 부탁할 경우, 도움이 가능한 다른 분에게 요청하라고 한다.
  - 엘리베이터를 아무하고나 같이 타지 않도록 한다.
  - 억지로 데려가려고 하면 주변 사람들에게 큰 소리로 도움을 요청하며 외친다.
- 되도록이면 너무 좁거나 위험한 길은 피하며 넓고 안전한 길로 다닌다.
- 개인 행동을 주의하도록 한다.
- 너무 먼 길로 가거나 늦은 밤에 혼자 나가는 것을 되도록이면 피한다.
- 아무에게나 문을 열어주지 않는다.
- 아동안전지킴이집이 있는 곳을 잘 파악해 둔다.
- 길을 잃었을 경우엔 즉시 112에 신고하는 등 조취를 취하는 등 한다.